# Foreste umide della costa del Malabar
Le foreste umide della costa del Malabar sono un'ecoregione dell'ecozona indomalese, definita dal WWF, che si estende attraverso l'India sud-occidentale (codice ecoregione: IM0124).

## Territorio
Questa ecoregione comprende le foreste semi-sempreverdi che si estendono lungo la costa del Malabar, una sottile striscia di terra compresa tra l'oceano Indiano ad ovest e le colline di 250 m che contornano i Ghati Occidentali ad est. Si estende attraverso gli stati indiani di Kerala, Karnataka e Maharashtra.
Dal punto di vista geologico, l'altopiano del Deccan - e di conseguenza questa ecoregione - è un frammento del Gondwana. La catena dei Ghati Occidentali si sollevò dopo che la placca indiana si separò dal continente meridionale e andò alla deriva verso nord per poi congiungersi al continente eurasiatico settentrionale. Queste montagne iniziarono quindi a intercettare le piogge del monsone di sud-ovest, creando condizioni più umide sulle pendici occidentali della catena e condizioni più aride su quelle orientali.
Il monsone di sud-ovest apporta oltre 2500 m di piogge annuali all'ecoregione, influenzando così la sua vegetazione. Le parti meridionali dell'ecoregione, nello stato del Kerala, ricevono una maggiore quantità di precipitazioni e di conseguenza la vegetazione, di tipo sempreverde umido tropicale a sud, tende a condizioni di maggiore aridità procedendo verso nord.

## Flora
La vegetazione originaria lungo la costa occidentale della penisola del Deccan era di tipo sempreverde tropicale, ma le foreste sono state in gran parte sostituite o intervallate da piantagioni di teak, conferendo alla vegetazione un carattere semi-deciduo; il teak è ora considerato un indicatore di uno stadio secondario della vegetazione o della presenza di piantagioni.
Le foreste di questa ecoregione sono caratterizzate da specie come Tetrameles nudiflora, Stereospermum tetragonum, Dysoxylum gotadhora, Ficus nervosa, Ficus racemosa, Pterocarpus marsupium, Bombax ceiba, Terminalia bellirica, Terminalia tomentosa, Anogeissus latifolia, Dalbergia latifolia, Lannea coromandelica, Madhuca longifolia, Garuga pinnata, Syzygium cumini, Olea dioica, Xantolis tomentosa, Bridelia retusa, Mangifera spp. e Actinodaphne gullavara. È presente generalmente uno strato intermedio di Erythrina variegata, Butea monosperma, Wrightia tinctoria, Bauhinia racemosa e Ziziphus rugosa e uno strato arbustivo di Flacourtia spp., Woodfordia fruticosa, Meyna laxiflora e Carissa spinarum. Lungo la costa settentrionale del Karnataka alcune aree di foresta decidua umida sono costituite da associazioni di Lagerstroemia microcarpa, Tectona grandis e Dillenia pentagyna, proprie di condizioni climatiche più secche. Le paludi di Myristica e le lagune dell'entroterra rappresentano tipi di habitat distinti all'interno di questa ecoregione, attualmente in serio pericolo.

## Fauna

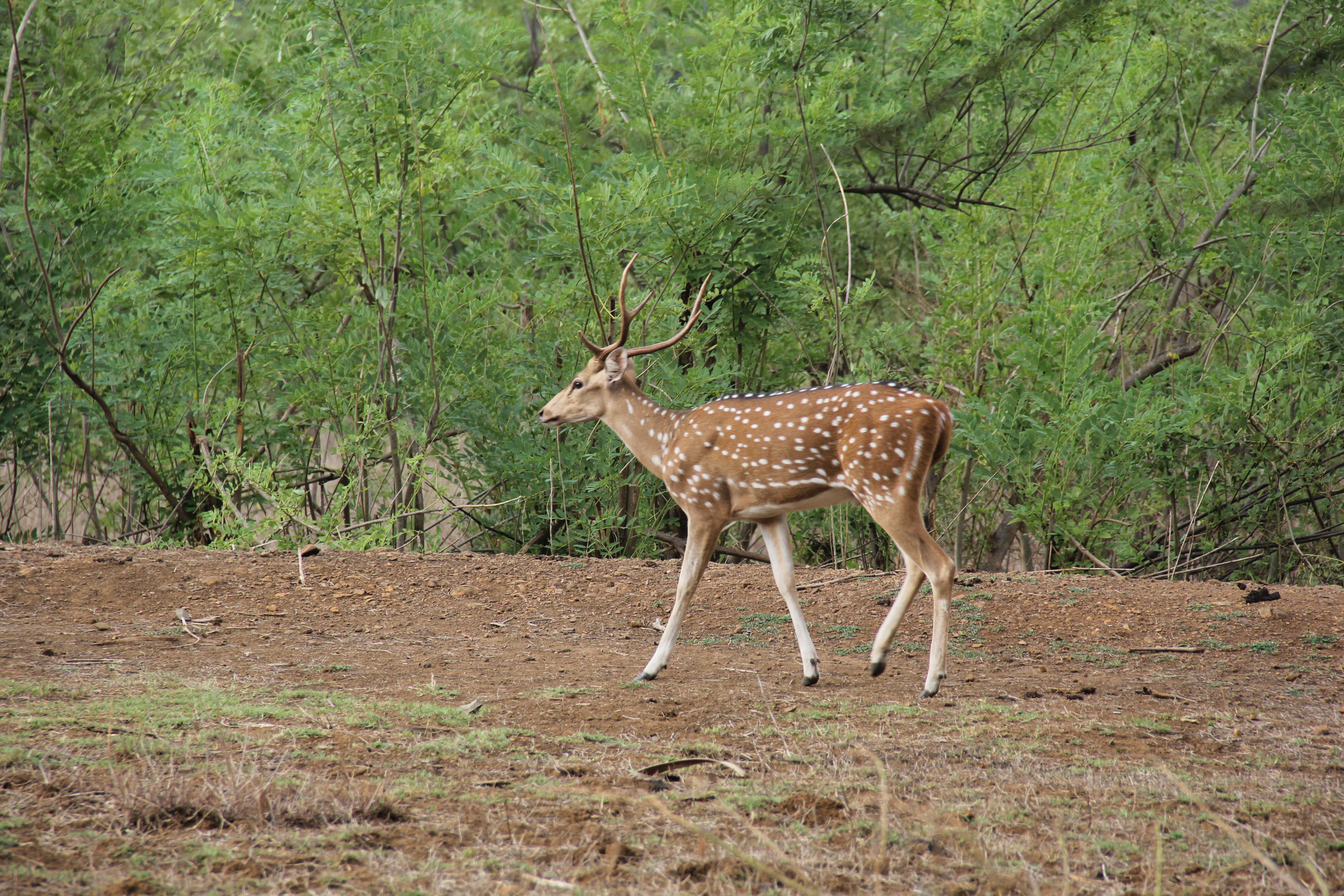
Cervo pomellato (Axis axis) nel parco nazionale Sanjay Gandhi

I mammiferi dell'ecoregione, rappresentati da novantasette specie, comprendono cinque specie quasi endemiche - il toporagno di Day (Suncus dayi), l'entello del Nilgiri (Trachypithecus johnii), la civetta del Malabar (Viverra civettina), la civetta delle palme bruna (Paradoxurus jerdoni) e lo scoiattolo volante di Travancore (Petinomys fuscocapillus) - e un piccolo roditore strettamente endemico - il ratto di Ranjini (Rattus ranjiniae). Le specie quasi endemiche sono condivise con le ecoregioni che si estendono lungo i Ghati Occidentali. Molte delle altre specie qui presenti, specialmente quelle di grandi mammiferi, sono diffuse in tutto il subcontinente indiano, anche se sono oggi in pericolo di estinzione, come l'elefante asiatico (Elephas maximus), il gaur (Bos gaurus), il lori grigio (Loris lydekkerianus), il cuon (Cuon alpinus), l'orso labiato (Melursus ursinus), la civetta delle palme bruna (Paradoxurus jerdoni) e lo scoiattolo gigante dello Sri Lanka (Ratufa macroura). L'habitat di questa ecoregione è troppo frammentato per ospitare popolazioni vitali di specie abituate a percorrere grandi distanze, come le tigri (Panthera tigris). Gli elefanti non vagano più nelle foreste di questa ecoregione, anche se una delle popolazioni più numerose dell'India popola le colline di Nelliampathi, adiacenti al settore meridionale di questa ecoregione.
L'ecoregione ospita 200 specie di uccelli, compresa una forma quasi endemica, il bucero grigio del Malabar (Ocyceros griseus), presente anche nelle ecoregioni submontane e montane dei Ghati Occidentali. Sono presenti anche altre specie piuttosto rare, come il florican minore (Sypheotides indicus), specie propria delle distese erbose e minacciata a livello globale il cui areale costeggia questa ecoregione. Altre specie come il fenicottero maggiore (Phoenicopterus roseus), il bucero grigio indiano (Ocyceros birostris) e il bucero maggiore (Buceros bicornis), seppur non minacciate, sono particolarmente sensibili alle attività antropiche e richiederebbero ulteriori misure di protezione.

## Conservazione
Più del 95% della vegetazione originaria dell'ecoregione è stata distrutta o convertita. Le foreste meridionali sono state convertite in piantagioni di palme da cocco e risaie, e quelle settentrionali in piantagioni di teak, palissandro e caucciù. Attualmente non esistono grandi aree di habitat forestale intatto, sebbene diversi frammenti di foresta più piccoli siano stati preservati dalla popolazione locale come boschi sacri.
Le tre aree protette di questa ecoregione coprono appena 300 km² (meno dell'1% della superficie totale). Sono tutte di piccole dimensioni, in media appena 100 km². Nella loro valutazione, Rodgers e Panwar (1988) indicarono che l'obiettivo nazionale di una soglia del 5% non sarebbe possibile per queste foreste costiere.